# Nelson (Nowa Zelandia)
Nelson (maor. Whakatū), miasto w Nowej Zelandii. Położone na północnym wybrzeżu Wyspy Południowej. Około 44 000 mieszkańców (2010). Ośrodek administracyjny regionu Nelson.
Swoją nazwę zawdzięcza  admirałowi Horatio Nelsonowi, który zwyciężył flotę hiszpańska i francuską pod Trafalgarem. Wiele ulic i miejsc w mieście ma nazwy związane z tą bitwą. 
Miasto jest jednym z niewielu w Nowej Zelandii, które ma własną flagę.  
Nelson leży nad zatoką Tasmana, ma port. Z trzech stron otoczone jest górami. 
W mieście rozwinął się przemysł spożywczy oraz drzewny.
Jest dogodnym punktem wypadowym do znajdujących się w pobliżu trzech parków narodowych oraz jaskiń. Parki narodowe to Park Narodowy Abel Tasman, Park Narodowy Jeziora Nelsona, oraz Park Narodowy Kahurangi. 

## Miasta partnerskie
- Miyazu, Japonia
- Huangshi, Chiny
- Eureka, USA